# 圣卢卡
圣卢卡（義大利語：San Luca），是意大利雷焦卡拉布里亚省的一个市镇。总面积104平方公里，人口4077人，人口密度39.2人/平方公里（2009年）。ISTAT代码为080074。